# 문종구
문종구(文鍾龜, 일본식 이름: 平文鍾龜히라후미 쇼키, 1884년 11월 16일 ~ 1952년 1월 28일)는 일제강점기의 지주이자 기업인으로 조선총독부 중추원 참의도 지냈다. 본관은 남평이다.

## 생애
문익점의 18대손으로 본관은 남평이다. 전라북도 군산 지역의 유명한 부호였다.
가정에서 한문을 수학하여 정식 학력은 없으며, 한일 병합 조약 체결 후 식민통치의 자문 역할로 지역 유지들을 임명한 군산부 참사로 활동했다. 문종구는 전북 일대에 대규모의 토지를 보유한 지주였다. 2006년에 발표된 일제 강점기 토지의 국가관리 개선방안에 대한 한 연구에서 친일파 인물의 토지보유 규모를 1억 3천여 평으로 추산했을 때, 문종구의 토지도 포함되어 있었다.
군산농업 등 여러 기업을 운영하며 군산수리조합 설립위원, 임파수리조합 설립위원, 지방금융조합 설립위원, 권업위원 등을 지냈고, 옥구 진명학교 총무도 역임했다. 일제 강점기 말기에 중추원 참의로 발탁되었고, 1941년 발족한 조선임전보국단에도 가담하였다.
1949년 반민족행위처벌법에 따라 반민특위가 활동을 개시했을 때 생존해 있어 조사를 받았으나, 반민특위가 습격을 받고 해체되는 과정에서 기소유예 처분을 받아 처벌은 받지 않았다.
2002년 발표된 친일파 708인 명단과 2008년 공개된 민족문제연구소의 친일인명사전 수록예정자 명단 중 중추원 부문에 모두 포함되었다. 민족문제연구소의 명단에는 아들인 문원태도 들어 있다. 2009년 친일반민족행위진상규명위원회가 발표한 친일반민족행위 705인 명단에도 포함되었다.

## 같이 보기
- 조선총독부 중추원
- 조선임전보국단
- 문원태

## 참고자료
- 문종구(文鍾龜) - 국사편찬위원회